# Niehausen

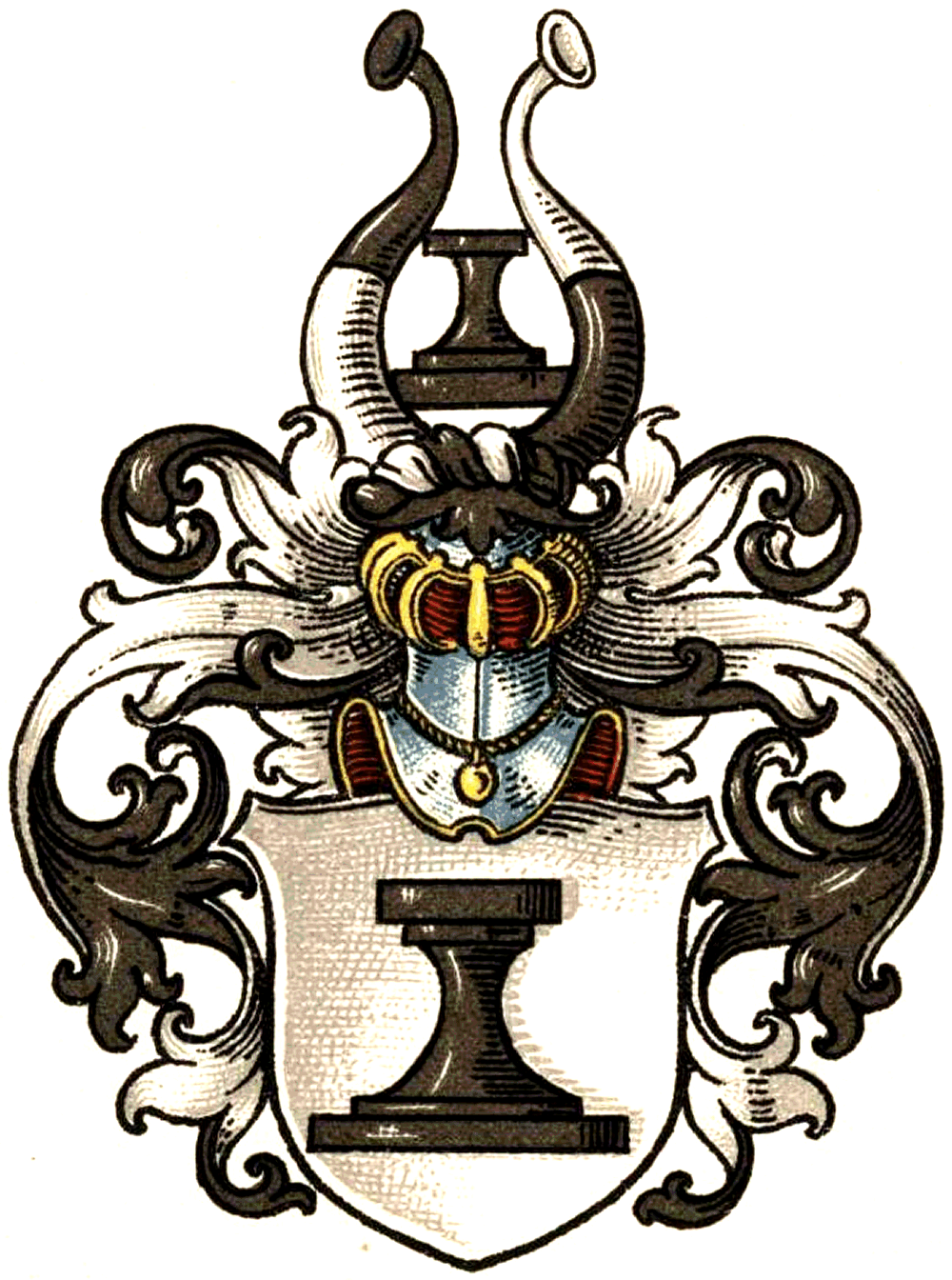
Wappen derer von Niehausen im Wappenbuch des Westfälischen Adels

Niehausen (früher auch Nyhusen und Nyhausen) ist der Name eines westfälischen Landadelsgeschlechtes (Ritterstand). Sein Stammsitz ist das Dorf Niesen, heute ein Ortsteil von Willebadessen.

## Geschichte
1262 wurde erstmals ein Johann von Niehausen als Zeuge in Gehrden erwähnt. Eine weitere Erwähnung erfolgte um 1300. Niehausen war zu der Zeit eine Wasserburg mit Wehrturm.
- Luzi von Niehausen wurde 1325 zusammen mit Kurt Spiegel vom Desenberg, Gottschalk Gockeln und Konrad Rachmann erwähnt.[1]
- Hermann van Nyhusen verwaltete 1330 das Amt Niesen als Lehnsherren des Klosters Neuenheerse. Er hatte drei Söhne: Engelerus, Thidericus und Hermann (II).[2]
- Ludolf van Nyhusen, Knappe, überließ 1374 mit Zustimmung der Äbtissin Sophia des Stifts Heerse der Witwe seines Vetters Johann van Nyhusen eine Leibrente.[3]
- Engelbert van Nyhusen, wurde 1377 in einer Zeugenliste des Paderborner Bischofs Heinrich von Spiegel zum Desenberg genannt.[4] Er starb vor 1402.[5]
- Ludolff van Nyhusen, Knappe, verkaufte 1404 Escherde, eine heutige Wüstung bei Brakel.[6]
- Diederich van Nyhausen, Knappe, stiftete 1422 mit Genehmigung des Kölner Bischofs Dietrich II. von Moers dem Kloster Gehrden ein Lehen zum Seelenheil seiner Eltern.[7]

1438 tauschten Dietrich und seine Söhne Engelhard, Bernd und Johann ihre Besitzungen in Helmern, 4 Höfe mit 18 Hufen Land, 9 Kötterstellen, Holz, Wasser und Fischerei, mit Gerd von Spiegel gegen das Dorf Fölsen, Pfarrhof und 7 Hufen Land, Holz in Fölsen, 19 Morgen Wiese, 16 Kötterstellen mit 8 Hufen. 1456 kaufte die Familie die Güter Mengersen, Frohnhausen und Rothersen vom Stift Heerse. 1464 kaufte Dietrich von Niehausen eine weitere Fläche vom Stift Heerse hinzu. Ihm folgten:
- Engelhard von Niehausen, erwähnt 1470,
- Dietrich von Niehausen, erwähnt 1496,
- Frederik von Niehausen, erwähnt 1510,
- Konrad von Niehausen, erwähnt 1525,
- Engelhard und Dietrich von Niehausen, erwähnt 1539.[1]

1555–1558 wurde die alte Wasserburg neu erbaut, nachdem seit 1515 die zum Amt Niesen gehörenden Orte Luthadessen, Mengersen, Rottersen, Swerdessen und Wippelfört durch kriegerische Ereignisse zerstört worden waren. Um die Wasserburg herum bildete sich das Dorf Niesen.
- 1580 war Anna von Niehausen mit Heinrich von Spiegel verheiratet. Sie bewohnten die Hälfte der Burg. Es kam hieraus zu Erbstreitigkeiten zwischen den Familien, der erst 1611 durch Zahlung von 13.100 Reichsthaler an die Familie von Spiegel beigelegt wurde.

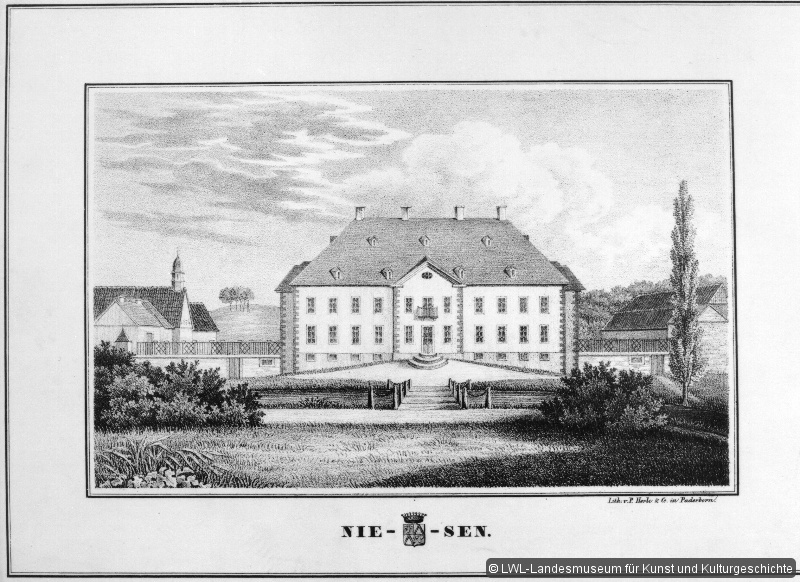
Schloss Niesen (Lithographie v. Peter Herle, um 1837–1840)

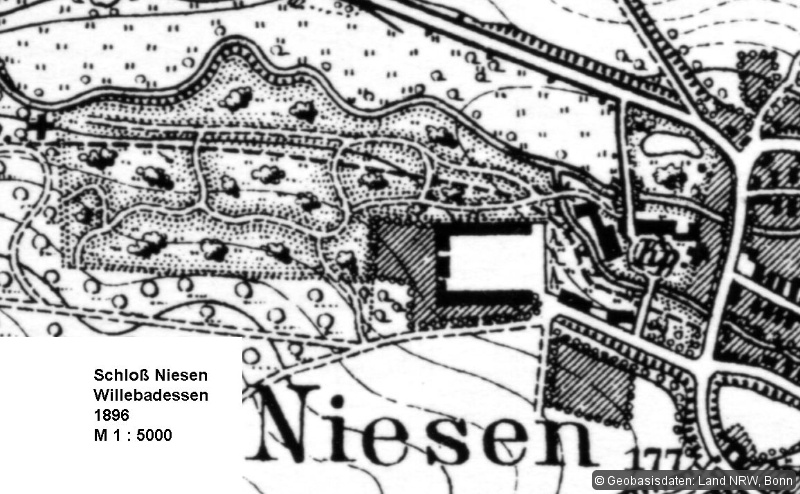
Lageplan des Schlosses um 1896

- Johann von Niehausen wurde 1582 und 1583 als Zeuge genannt.[9]
- Henrich Dietherich von Niehausen wurde 1588  erwähnt. Er wirkte 1609 als Zeuge bei einem Geschäft des Arnoldt Spiegel von Peckelsheim, Domherr zu Halberstadt als Zeuge mit.[10] 1628 kam das Haus Stern in Warburg in Besitz der Familie.
- Gottschalk, Friedrich und Engelhard von Niehausen wurden 1643 erwähnt. Im gleichen Jahr wurde Haus Vörden an die Familie verpfändet. 1664 ließen Friedrich und Engelhard die Schlosskapelle erneuern. Sie wurde 1674 dem Hl. Godehard geweiht.[11]
- Agatha von Niehausen (1616–1701) war von 1661 bis 1668 Küsterin und von 1668 bis zu ihrem Tod Dechantin des Damenstifts Neuenheerse.[12]
- Gottschalk von Niehausen († 1674)[13] war 1670 Rat und Drost zu Dringenberg[14] 1683 wurde Haus Vörden erneut an die Familie verpfändet.
- Johann Gottfried von Niehausen ließ 1704 das Niesener Herrenhaus als repräsentative barocke Anlage neu errichten. Er hatte zwei Söhne und drei Töchter. Ein Sohn fiel bei der Ingolstadt 1702, der 2. Sohn wurde 1706 bei einem Duell in Venedig von einem Grafen Nostitz erstochen. 1708 wurde das Warburger Haus Stern an die Bürgerfamilie Böttrich verkauft.
- Georg von Niehausen, Johanns Bruder, war Domherr zu Paderborn[15], seine Schwester Agathe war 1690–1713 Äbtissin des freiweltlichen Damenstifts Neuenheerse.[16][17]

Nach Johanns Tod meldete sich Freiherr Spiegel zu Peckelsheim als Erbe. Dieses trat jedoch der Bruder Georg an und heiratete mit päpstlichen Dispens Maria Theresia Freiin von Plettenberg. Die Ehe blieb jedoch ohne Kinder. Am 4. April 1719 vermachte Georg testamentarisch eine Memorie von 400 Reichsthaler zugunsten des Domkapitels zu Paderborn und 100 Reichsthaler zugunsten des Kapuzinerklosters Brakel, des Dominikanerklosters Warburg und des Minoritenklosters Herstelle. Als Universalerben setzt er Domkapitular Engelhardt von Bocholtz aus Störmede, Sohn seiner Schwester Margarete, ein. Seine Frau Maria soll die Leibrente an allen von ihm hinterlassenen Gütern genießen, so lange sie im Witwenstand bleibt. Sollte sie erneut heiraten und zwar insbesondere seinen Universalerben Engelhardt von Bucholtz, sollen beide das Haus Niesen samt allen Gütern gemeinschaftlich zu Eigentum haben. Georg von Niehausen starb am 8. April 1719.
Mit Georgs Tod erlosch das Geschlecht der von Niehausen im Mannesstamm. Freiherr von Spiegel meldete erneut Ansprüche auf den Rittersitz Niesen an. Es erfolgte ein weiterer langer Erbstreit zwischen den Familien von Bocholtz und von Spiegel, den die von Spiegel aber verloren. Die Reste der mittelalterlichen Burg wurden im 19. Jahrhundert abgerissen. Das barocke Herrenhaus brannte 1951 nieder und wurde verkleinert wiederaufgebaut.

## Wappen
Das Wappen zeigt in Silber einen schwarzen Amboss. Auf dem Helm mit schwarz-silbernen Decken und Wulst der Amboss zwischen zwei schwarz-silbern übereck geteilten Hörnern.